# Thagria albisigna
Thagria albisigna är en insektsart som beskrevs av Walker 1857. Thagria albisigna ingår i släktet Thagria och familjen dvärgstritar. Inga underarter finns listade i Catalogue of Life.